# La Terre est bleue comme une orange
 (mars 2023).
La mise en forme du texte ne suit pas les recommandations de Wikipédia : il faut le « wikifier ».
Les points d'amélioration suivants sont les cas les plus fréquents. Le détail des points à revoir est peut-être précisé sur la page de discussion.
- Les titres sont pré-formatés par le logiciel. Ils ne sont ni en capitales, ni en gras.
- Le texte ne doit pas être écrit en capitales (les noms de famille non plus), ni en gras, ni en italique, ni en « petit »…
- Le gras n'est utilisé que pour surligner le titre de l'article dans l'introduction, une seule fois.
- L'italique est rarement utilisé : mots en langue étrangère, titres d'œuvres, noms de bateaux, etc.
- Les citations ne sont pas en italique mais en corps de texte normal. Elles sont entourées par des guillemets français : « et ».
- Les listes à puces sont à éviter, des paragraphes rédigés étant largement préférés. Les tableaux sont à réserver à la présentation de données structurées (résultats, etc.).
- Les appels de note de bas de page (petits chiffres en exposant, introduits par l'outil «  Source ») sont à placer entre la fin de phrase et le point final[comme ça].
- Les liens internes (vers d'autres articles de Wikipédia) sont à choisir avec parcimonie. Créez des liens vers des articles approfondissant le sujet. Les termes génériques sans rapport avec le sujet sont à éviter, ainsi que les répétitions de liens vers un même terme.
- Les liens externes sont à placer uniquement dans une section « Liens externes », à la fin de l'article. Ces liens sont à choisir avec parcimonie suivant les règles définies. Si un lien sert de source à l'article, son insertion dans le texte est à faire par les notes de bas de page.
- La présentation des références doit suivre les conventions bibliographiques. Il est recommandé d'utiliser les modèles {{Ouvrage}}, {{Chapitre}}, {{Article}}, {{Lien web}} et/ou {{Bibliographie}}. Le mode d'édition visuel peut mettre en forme automatiquement les références.
- Insérer une infobox (cadre d'informations à droite) n'est pas obligatoire pour parachever la mise en page.

Pour une aide détaillée, merci de consulter Aide:Wikification.
Si vous pensez que ces points ont été résolus, vous pouvez retirer ce bandeau et améliorer la mise en forme d'un autre article.
 (mars 2023).
Pour plus de détails, voir Fiche technique et Distribution.
La Terre est bleue comme une orange (The Earth Is Blue as an Orange) est un film documentaire réalisé et écrit par Iryna Tsilyk en 2020, qui a remporté le prix de la réalisation dans la catégorie World Cinema Documentary au Festival du film de Sundance 2020.

## Synopsis
Hanna est une mère célibataire vivant avec ses quatre enfants, dans le Donbass près de la ligne de front entre séparatistes et forces gouvernementales. Alors que la guerre fait rage autour d'eux et que la ville est peu à peu détruite par les combats, les membres de la famille constituent un refuge dans leur maison. Dans ce refuge, leur passion pour le cinéma devient un exutoire de leurs problèmes. Le processus de création cinématographique interroge la manière dont il est permis de vivre en temps de guerre. Comment imaginer la guerre à travers la fiction ? Pour Hanna et les enfants, transformer un traumatisme en œuvre d'art est le moyen ultime de rester humain.

## Distribution
- Myroslava Trofymchuk
- Hanna Gladka
- Stanislav Gladki
- Anastasiia Trofymchuk
- Vladyslav Trofymchuk

## Production
Le film est produit par Anna Kapustina et Giedrė Žickytė avec le soutien de l'Agence ukrainienne du cinéma, du Centre du cinéma lituanien, IDFA Bertha Fund (Pays-Bas).
Le film documentaire est sélectionné pour figurer sur le programme officiel du Festival international du film de Berlin 2020, pour le Festival international du film documentaire d'Amsterdam 2020, pour la Documentary Selection du festival European Film Academy 2020,[réf. nécessaire], il est présenté au Festival international canadien du documentaire Hot Docs 2020, au Festival international du film documentaire de Copenhague 2020, au Festival du documentaire de Thessalonique 2020, au Festival du film d'Adélaïde 2020, et plus de 100 autres festivals de films internationaux. Ainsi, le documentaire a profité d'une exposition internationale de grande ampleur.
Le film a été distribué en salles en Ukraine, en Lituanie, en France et en Italie.

## Réception
Dans sa critique pour le magazine Variety, Guy Lodge écrit : « C'est une inversion appropriée pour un documentaire dans lequel les rôles de cinéaste, de spectateur et de sujet sont aussi inextricablement fusionnés que la vie et l'art ». Pour Amber Wilkinson de Screen International, « Iryna Tsilyk offre une vision familiale intime et étonnamment ludique de la vie en zone de guerre, dans son premier long métrage documentaire, qui se concentre sur le clan Trofymchuk-Gladky ».

## Distinctions
- Prix de la réalisation : Documentaire du cinéma mondial du Festival du film de Sundance 2020, États-Unis 2020
- Prix de la meilleure photographie des 2020 International Documentary Association Awards, États-Unis
- Spotlight Award of Cinema Eye Honors, États-Unis 2021
- Grand prix du jury de la compétition documentaire du Festival international du film de Seattle, États-Unis 2021
- Grand prix ZIFF de Zinebi - Festival international du documentaire et du court métrage de Bilbao, Espagne 2020
- Grand Prix du festival du film Millenium Docs Against Gravity, Pologne 2020
- Prix DOCU/World du Festival international du film documentaire sur les droits de l'homme Docudays UA, Ukraine 2020
- Prix DOCU/Ukraine du Festival international du film documentaire sur les droits de l'homme Docudays UA, Ukraine 2020
- Prix de la meilleure photographie du festival du film Millenium Docs Against Gravity, Pologne 2020
- Prix spécial du jury d' Artdocfest /Riga, Lettonie 2021
- Prix du meilleur film documentaire des critiques de cinéma ukrainiens "Kinokolo", Ukraine 2020
- Meilleur premier film (Premia Hera "Nuovi Talenti") du Festival Biografilm, Italie 2020
- Meilleur documentaire sur les droits de l'homme de Dokufest, Kosovo 2020
- Meilleur film documentaire du Five Lakes Film Festival, Allemagne 2020
- Prix du jury pour le meilleur film du Festival de cinéma Al Este Pérou, 2020
- Prix du jury de la presse pour le meilleur film du Festival de cinéma Al Este Pérou, 2020
- DoXX Award du Tallgrass Film Festival, États-Unis 2020
- : Bydgoszcz ART. Prix DOC, Pologne 2020
- Prix spécial "Movies That Matter" de ZagrebDox, Croatie 2021
- Meilleur film documentaire" des prix Golden Dzyga, Ukraine 2021
- "Meilleur film documentaire" de MajorDocs, Espagne 2021
- "Meilleur film de coproduction de l'année" du Prix national du cinéma lituanien "Sidabrinė gervė", 2022
- Prix spécial du jury du Festival du film Ânûû-rû Âboro, 2022
- Mention spéciale : Compétition internationale Underhill Fest, Monténégro 2020
- Mention spéciale du jury : du CineDOC Tbilissi, Géorgie 2020
- Mention spéciale : catégorie Different Tomorrow au Festival international du film de Reykjavik, Islande 2020
- Mention spéciale du jury : Zurich Film Festival, Suisse 2020
- Mention spéciale : Human Rights Film Award du Verzio Film Festival, Hongrie 2020
- Mention spéciale : Minsk IFF Listapad, Biélorussie 2020
- Mention Spéciale du Jury : Premiers Plans - Festival du Film d'Angers, France 2021

## Commentaires
- The Earth Is Blue As an Orange review – un documentaire subtil raconte l'histoire de guerre d'une famille ukrainienne. Phil Hoad, Le Gardien
- La Terre est bleue comme une orange : critique de film. Guy Lodge, Variété
- La Terre est bleue comme une orange : revue CPH:DOX. Ambre Wilkinson, Screen International
- Critique : La Terre est bleue comme une orange (2020), d'Iryna Tsilyk. Marko Stojiljković, Ubiquaire
- Critique : La Terre est bleue comme une orange. Thérèse Vena, Cineuropa
- Orange est le nouveau bleu : critique de film. Zoé Aiano, EEFB
- La Terre est bleue comme une orange : critique de film, allemand. Lida Bach, Moviebreak
- Le pouvoir de guérison du cinéma : critique de film. Lauren Wissot, Revue des temps modernes
- La Terre est bleue comme une orange : critique de film. Davide Abbatescianni, explorateur du cinéma